# 5791 Comello
5791 Comello è un asteroide della fascia principale esterna. Scoperto nel 1973, presenta un'orbita caratterizzata da un semiasse maggiore pari a 2,886352 UA e da un'eccentricità di 0,020373, inclinata di 2,829091° rispetto all'eclittica. Ha un diametro di 7,557 km e un'albedo di 0,282.
Fa parte della famiglia di asteroidi Coronide.